# ヒュンダイ・アトス

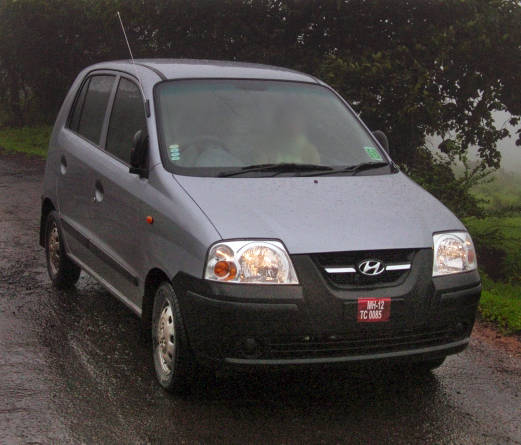
サントロシング

アトス (Atos) は、かつて現代自動車が製造・販売していた欧州Aセグメント級の小型自動車である。車名の英字表記はAtosであるが、初期はいくつかの市場で「A to Z」に由来するAtozの表記を採用していたことがある。また、製造国のインドではサントロ (Santro) の車名で販売されている。

## 歴史

### 初代（1997年-2003年）
欧州Aセグメントサイズのトールワゴンとして1997年に発売開始された。搭載されたエンジンは全て直列4気筒のイプシロンファミリーで、韓国仕様は当時のキョンチャ（韓国版の軽自動車）規格に収まるようにG4HA型0.8Lが搭載され、他のアジア諸国向けにもラインナップされたが、ヨーロッパなどにはG4HC型1.0LやG4HG型1.1Lがラインナップされた。
マレーシアでは政府から「国産車」メーカーの認定を受けたイノコムが自社ブランド車としてアトスの生産を行った。
1999年4月15日、韓国でキア・ヴィスト (Kia Visto) が発売開始された。アトスの全高を若干下げて5ドアハッチバックボディにした車種であるが、1998年に傘下に収めた起亜自動車のラインナップ拡充のためにヒュンダイブランドではなくキアにOEM供給で投入することになった。キョンチャとして販売されたヴィストには2000年に0.8Lターボが追加されている。また、ヴィストは韓国以外にインドネシアでも製造・販売が行われた。
このハッチバックは海外向けにはヒュンダイ・アトスプライム (Hyundai Atos Prime) として投入された。また、インドではサントロの名称で発売され、同国におけるヒュンダイの急速なシェア拡大に大きく寄与した。
トールワゴンのアトスは2002年12月に販売を終了し、2003年12月にはヴィストも販売を終了した。韓国国内におけるアトス/ヴィストの系譜は2004年デビューのヴィスト後継車種、モーニング(輸出名：ピカント)に受け継がれることとなる。その後キアでは日本でいうところのスーパーハイト軽であるレイも出していた一方で、ヒュンダイは2021年にCUVのキャスパーを投入するまでの実に19年間韓国のキョンチャ市場から撤退していた。
| ヒュンダイ・アトス |  | ヒュンダイ・アトス |
| ヒュンダイ・アトス |  |                    |

| キア・ヴィスト |  | キア・ヴィスト |
| キア・ヴィスト |  |                |

### 2代目（2003年-2014年）
2003年、前後デザインを大幅に変更したアトスプライムが発売された。韓国市場にはヒュンダイ/キア両名義ともに投入されなかった。インド向けは「サントロシング」(Santro Xing) というサブネーム付きの車名になった。
2007年にi10が発表され、ヨーロッパではアトスプライムの後継車種となった。インドなど新興諸国ではi10はアトスプライム/サントロシングの上位車種に位置づけられて併売された。2011年に後継となるイオンが発売され、2014年にインドにおけるサントロの製造・販売が終了した。

#### イノコム・アトスプリマ
マレーシアのイノコムは2006年にイノコム・アトスプリマ (Inokom Atos Prima) の製造・販売を開始した。これはトールワゴンのアトスのフロントフェイスをフェイスリフト後のアトスプライムと同様にしたものである。
| イノコム・アトスプリマ |  | イノコム・アトスプリマ |
| イノコム・アトスプリマ |  |                        |

### 3代目（AH2型、2018年-2022年）
2018年、イオンの後継車種として4年ぶりに「サントロ」の車名が復活した。外寸はイオンより拡大されている。エンジンはイプシロンG4HG型 直列4気筒1.1Lで、ガソリン版とCNG版の2種類となる。トランスミッションは5速MTと5速AMTが設定される。
南米諸国やブルネイではアトスの車名で販売された。また、ベリーズでは引き続きイオンの車名で販売された。
アトス/サントロは2022年に製造を終了した。BS VI（EURO 6相当）排ガス規制への適合などで発表時から20〜30%も販売価格が上昇し、さらに6つのエアバッグの装備義務付けなど安全規制への適合でコスト上昇が見込まれる一方で、SUVなどに需要が移行し販売が落ち込み、かつてのような成功を収めることができなかったためと考えられている。これによってグランドi10が現代自動車のグローバルでのエントリーモデルとなった。

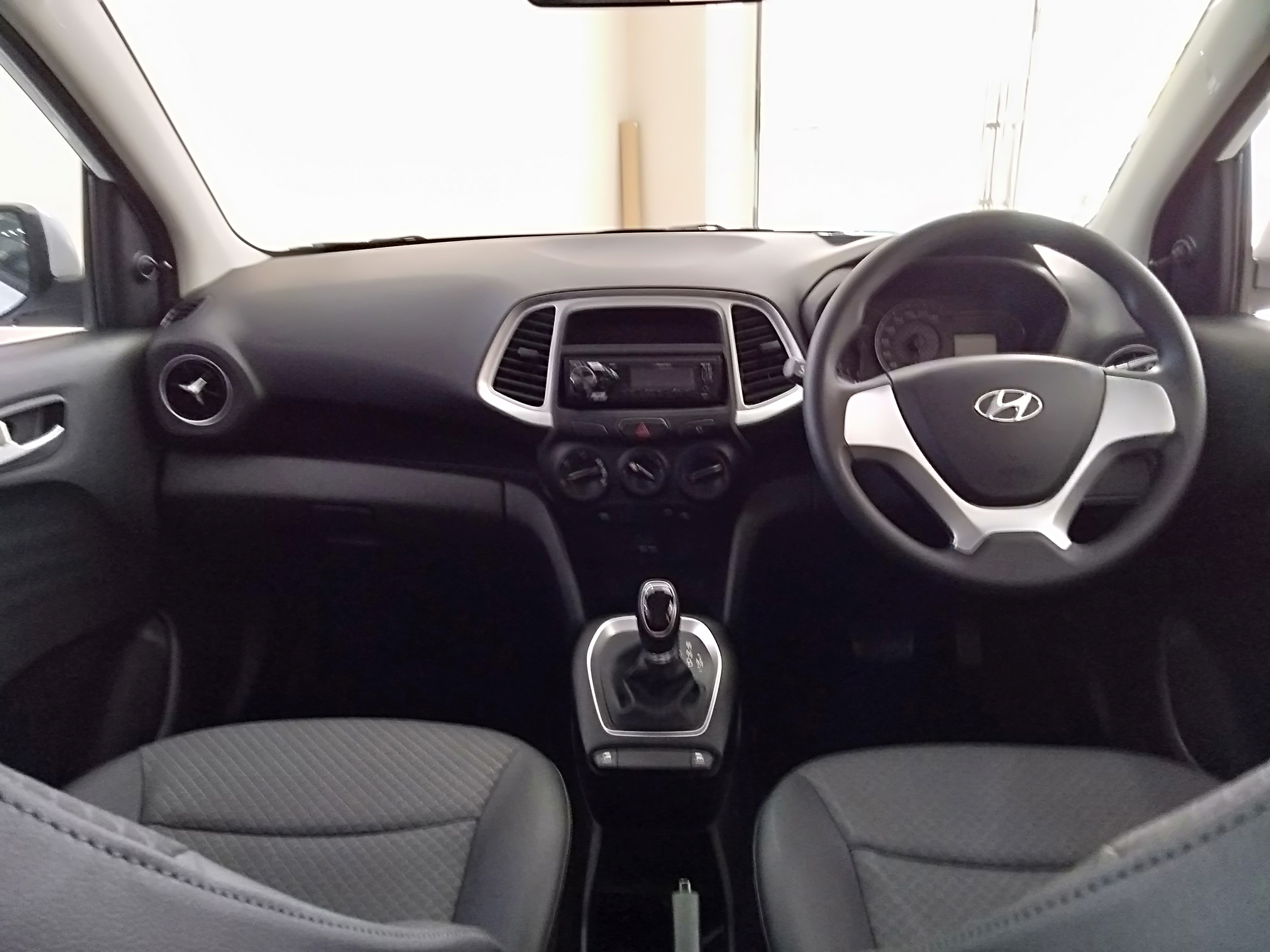
インテリア
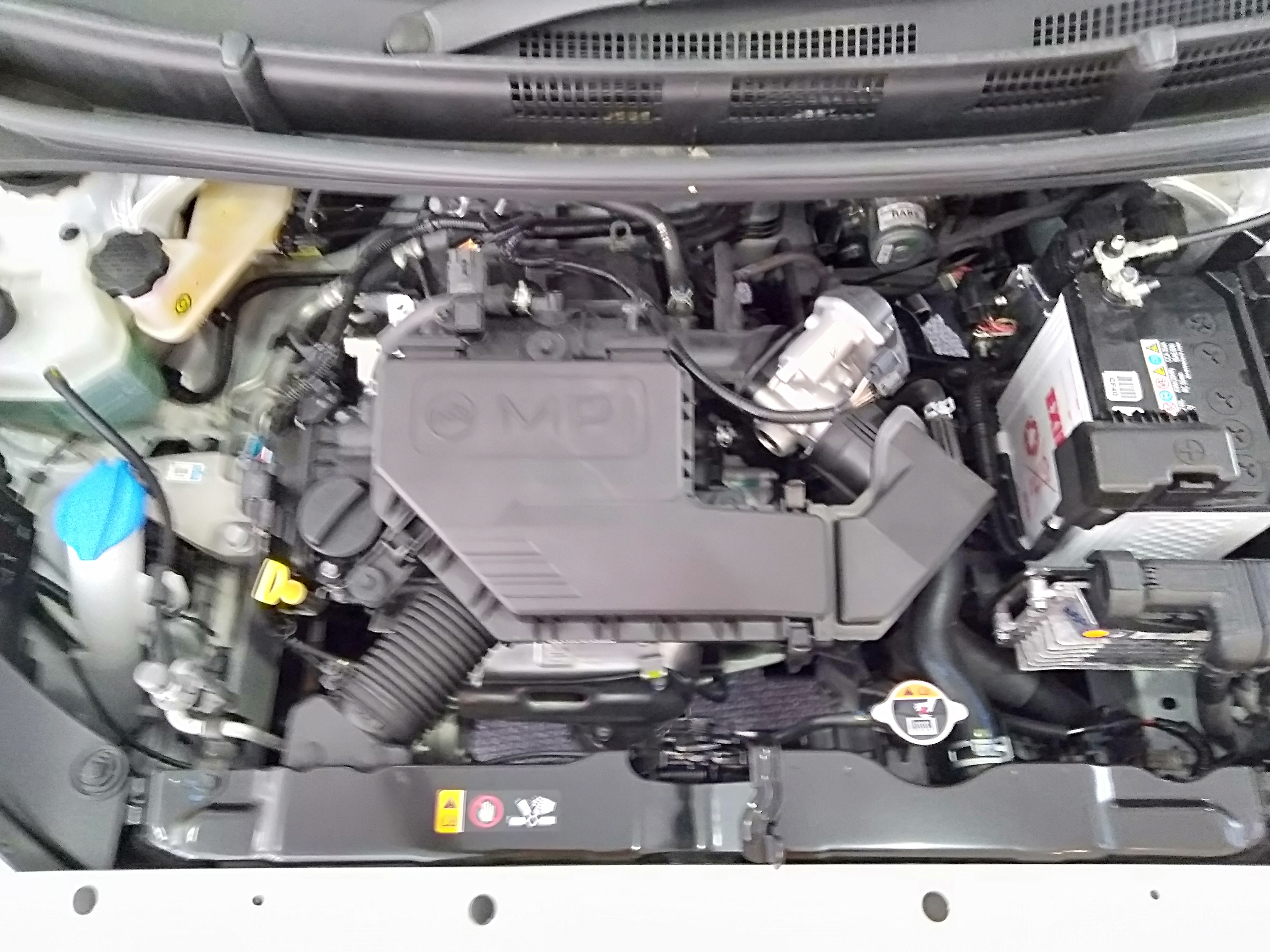
エンジン